# 克万奇·塔特勒图
克万奇·塔特勒图（土耳其語：Kıvanç Tatlıtuğ，1983年10月27日—）是土耳其演员，模特和前篮球运动员。

## 外部連結
- 克万奇·塔特勒图在互联网电影资料库（IMDb）上的資料（英文）